# 오락 소프트웨어 등급 위원회

오락 소프트웨어 등급 위원회(Entertainment Software Rating Board, ESRB)는 미국과 캐나다에서 사용되는 게임물 등급 심의 체계이다. 1994년에 IDSA(현재 Entertainment Software Association)와 함께 창설되었으며, 2003년 현재 8,000여개의 타이틀과, 350곳 이상의 제작사가 등록되었다.

## 등급 표시
EC - Early Childhood
이 콘텐츠는 3세 이상이 사용 가능하며, 주로 교육용으로 사용된다. MPAA의 "G" 또는 "TV-Y"에 해당된다. 게임물관리위원회의 "전체 이용가"(주로 유아 교육용 게임)에 해당된다. 현재는 e등급에 포함되면서 폐지되었다.
E - Everyone (1997년 이전에는 K-A - Kids to Adults)
이 콘텐츠는 연령에 관계없이 적합한 등급이다. 환상적인 매체나, 약간의 만화관련 매체가 포함된다. MPAA의 "G"/"PG" 또는 미국 TV 등급 제도의 "TV-Y7"/"TV-G"에 해당,게임물관리위원회의 "전체 이용가"(주로 가족 게임 및 캐주얼 게임)에 해당된다.
E10+ - Everyone 10+
이 콘텐츠는 10세 이상에게 적합하며, 환상적인 매체나, 약간 많은 만화관련 매체, 약간의 폭력, 약간의 부적절 언어가 포함된다. MPAA의 "PG" 또는 미국 TV 등급 제도의 "TV-PG"에 해당된다. "E10+"는 2005년 3월 2일에 추가되었다. 게임물관리위원회의 "전체 이용가", "12세 이용가"에 해당된다.
T - Teen
이 콘텐츠는 13세 이상에게 적합하며, 약간의 공포나, 중간의 폭력, 선정적 표현, 재산상 이익이나 손실이 없는 카지노식 도박, 심한 부적절 언어가 포함된다. MPAA의 "PG-13" 또는 미국 TV 등급 제도의 "TV-14"에 해당,게임물관리위원회의 "12세 이용가", "15세 이용가"에 해당된다.
M - Mature 17+
이 콘텐츠는 17세 이상에게 적합하며, 일반적인 성인용 게임이다. 심한 성적 내용, 재산상 이익이나 손실이 없는 카지노식 도박, 심한 폭력과 심한 부적절 언어가 포함된다. MPAA의 "R" 또는 미국 TV 등급 제도의 "TV-MA"에 해당, 게임물관리위원회의 "15세 이용가", "청소년 이용불가"에 해당된다. 여기까지는 (헌법상으로는) 미성년자가 자유롭게 구매할 수 있는 등급이다. 다만 대부분의 소매점에는 자체 규제를 거는 경우가 많아 실질적으로는 미성년자에게 판매가 제한되어 있다.
AO - Adults Only 18+
이 콘텐츠는 수위가 매우 높아, 미성년자에게는 판매할 수 없는 등급이다. 극심한 성적 내용과 폭력이 포함된다. MPAA의 "NC-17" 또는 미국 TV 등급 제도의 "TV-MA"에 해당,게임물관리위원회의 "등급분류거부"에 해당된다. PC 게임에만 사용되는 등급 제도이다. 참고로 이 등급을 받게 되면 게임 출시가 개방적으로 안되며 광고 조차도 할 수 없다. 미성년자에게 판매할 시 법적 처벌을 받는다.
RP - Rating Pending
이 콘텐츠는 최종 등급 미정이며, 시험판 전용으로 사용된다. 게임물관리위원회의 시험용에 해당한다.

## 같이 보기
- 컴퓨터·비디오 게임 등급 제도
- 게임물관리위원회 - 대한민국의 게임물 심의 기구
- 컴퓨터 오락 등급 기구 - 일본의 게임물 심의 기구